# The Cold Sun
The Cold Sun è il primo album in studio del gruppo musicale inglese Loathe, pubblicato il 14 aprile 2017 dall'etichetta SharpTone Records.
L'album è stato registrato ai Glow in the Dark Studios di Matt McClellan, produttore noto per aver lavorato insieme a band come Being as an Ocean, The Devil Wears Prada ed Issues. The Cold Sun è un concept album che segue le vicende parallele di due protagonisti che vivono in un futuro distopico e post-apocalittico.

## Tracce
1. The Cold Sun – 1:17
2. It's Yours – 3:17
3. Dance on My Skin – 3:06
4. East of Eden – 4:08
5. Loathe – 4:33
6. 3990 – 2:08
7. Stigmata – 3:05
8. P.U.R.P.L.E. – 4:08
9. The Omission – 2:59
10. Nothing More – 1:03
11. Never More – 0:48
12. Babylon... – 4:17

## Formazione
Loathe
- Kadeem France – voce death, voce melodica
- Erik Bickerstaffe – chitarra solista, voce melodica
- Connor Sweeney – chitarra ritmica, cori
- Shayne Smith – basso, cori
- Sean Radcliffe – batteria

Produzione
- Matt McClellan – produzione, registrazione, missaggio
- Troy Glessner – mastering